# Heinkel He 115
Le Heinkel He 115 était un hydravion allemand de la Seconde Guerre mondiale. Il servit à la fois comme mouilleur de mines, étant le premier hydravion allemand à pouvoir porter cette arme, et comme bombardier-torpilleur. Il fut construit à 224 exemplaires, dont certains exportés vers la Norvège et la Suède, mais également deux exemplaires en Angleterre, où ils furent intensément évalués. Opérant contre les convois PQ dans l'océan Arctique et en mer du Nord dans sa version torpilleur et larguant des mines dans la Manche, ils remportèrent de grand succès dans ces missions. En version civile, il battit sept records de vitesse établis auparavant par d'autres hydravions.

## Histoire
Le He 115 était un bimoteur monoplan à aile médiane de construction entièrement métallique doté de deux flotteurs. Après son premier vol, en 1936, le He 115B entra en service en 1938  comme mouilleur de mines ; il emportait alors une mine magnétique unique de 920 kg. Les appareils des Kustenfliegergruppen 106 et 506 accomplirent de nombreuses missions au large des côtes est et sud de l'Angleterre. Le He 115C apparut fin 1940 avec un armement plus complet, suivi d'une variante équipée de flotteurs renforcés permettant l'amerrissage sur la glace ou la neige durcie. La version spécialisée dans le lancement de torpilles fut désignée C-4 ; elle s'illustra en de nombreuses occasions, particulièrement contre les fameux convois du Cap Nord.

## Variantes
- Heinkel He 115 A : Première version de série, construite à partir de janvier 1939.
- Heinkel He 115 B :
  - B-1 : avion de reconnaissance.
  - B-2 : version avec skis pour missions au Cap Nord.
- Heinkel He 115 C :
  - C-1 : version renforcée avec deux mitrailleuses MG 15 et un MG 151 de calibre 15 millimètres dans une nacelle à l'avant-droit.
  - C-2 : version avec skis.
  - C-3 : version lance-mines pour missions devant la côte anglaise.
  - C-4 : version lance-torpilles pour missions en océan Arctique, l'armement étant réduit à une MG 15 à l'arrière.
- Heinkel He 115 D :

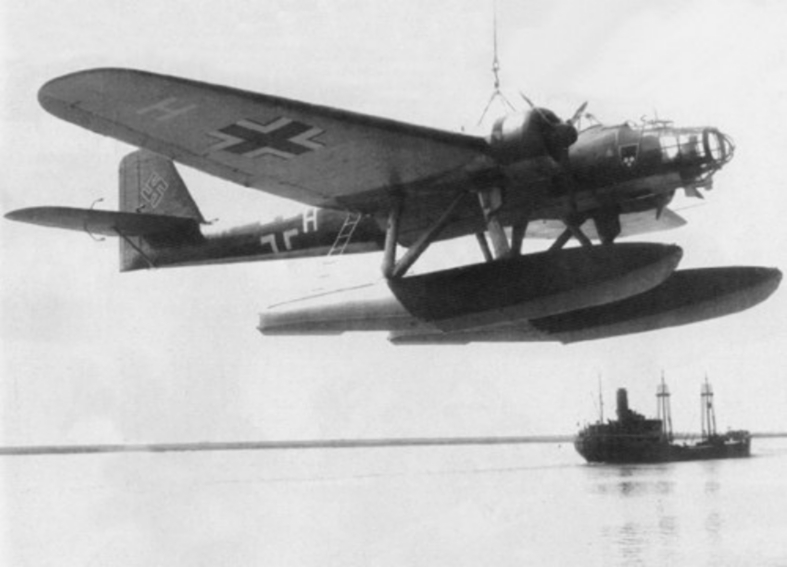

  - D-0 : un seul prototype avec motorisation plus puissante et armement renforcé.

## Opérateurs
Royaume de Bulgarie
- Force aérienne bulgare

  Finlande
- Armée de l'air finlandaise

 Reich allemand
- Luftwaffe

  Gouvernement national norvégien
- Service aérien de la marine royale norvégienne

  Suède
- Armée de l'air suédoise

  Royaume-Uni
- Royal Air Force

## Exemplaires survivants
Aucun He 115 n'a pu être préservé. Toutefois, en juin 2012, le Sola flymuseum d'Hafrsfjord (Norvège), a annoncé avoir repêché un exemplaire pratiquement complet dans le fjord. Il est prévu que l'avion soit immergé pendant 2 ou 3 ans dans un bac d'eau douce afin d'éliminer toute trace de sel, après quoi commencera un travail de restauration visant à le rendre présentable au public.